# Образ (журнал)
«Образ» — науковий фаховий журнал із соціальних комунікацій  категорії «Б».
Ідентифікатор у Реєстрі суб’єктів у сфері медіа: R30-02728 (Рішення № 307 Національної ради України з питань телебачення і радіомовлення, Протокол № 5 від 08.02.2024 р.).
Відповідно до наказу МОН України № 1188 від 24 вересня 2020 року «Про затвердження Рішень Атестаційної колегії Міністерства» журналу «Образ» присвоєно категорію «Б» Переліку наукових фахових видань України. Науки: соціальні комунікації; спеціальність: C7 – Журналістика.
Видання дотримується політики відкритого доступу: Budapest Open Access Initiative’s definition of Open Access.
Засновник та видавець Сумський державний університет. 
У наукових статтях журналу розглядаються питання, що охоплюють усі сфери соціальної комунікації: історію, теорію, методологію журналістики, видавничої справи, реклами та зв'язків із громадськістю. Видання розраховане на викладачів, науковців, докторантів, аспірантів, студентів, працівників сфер інформаційної та соціально-комунікаційної діяльності, практикуючих журналістів, видавців, рекламістів.

## Історія журналу
"Образ" зареєстровано 13 червня 2000 р. як щорічний інформаційний бюлетень, що є періодичним науковим виданням у галузі публіцистики та літератури. Видавець – Київський національний університет імені Тараса Шевченка.
До складу першої редакційної колегії входили: кандидат філологічних наук Ніна Остапенко (заступник головного редактора), доктори філологічних наук Михайло Веркалець, Анастасія Мамалига, Анатолій Погрібний, Олександр Пономарів, Микола Тимошик, Володимир Шкляр. Відповідальний секретарем була Ніна Вернигора. Головним редактором була кандидат філологічних наук Тамара Старченко (на той час – завідувачка кафедри історії літератури та журналістики Інституту журналістики КНУ імені Тараса Шевченка). Головою редколегії був доктор філологічних наук Володимир Різун (директор Інституту журналістики КНУ ім. Тараса Шевченка).
Першими були рубрики: «Світло Християнства», «Теорія образу», «Світ розмаїтий літератури», «Публіцистичні обрії».
Форма публікацій винятково текстова – без фотографій і малюнків.
У тринадцяти випусках «Образу» за 2000–2013 роки переважала така тематична спрямованість: церковні видання, церква та ЗМІ, полемічна література, християнська мораль, теорія тексту, журналістський образ, публіцистичні жанри, публіцистичний дискурс, постаті публіцистів, редакторська діяльність, творчі спілки, огляд часописів, реґіональна періодика, спортивні часописи, ґендерні питання, рекламна періодика, стилі минулих культур, літературні дискусії, історія українського телебачення, історія публіцистики та ін.
Згідно з договором про співпрацю між Київським національним університетом імені Тараса Шевченка та Сумським державним університетом, 8 грудня 2014 року "Образ" перереєстровано (Свідоцтво про державну реєстрацію друкованого засобу масової інформації: Серія КВ № 2124011040ПР): і в нього було два співзасновники.
Із лютого 2024 року засновником та видавцем журналу є Сумський державний університет.
Мова (мови) видання: українська, англійська (змішаними мовами).
Періодичність журналу. Видається 3 рази на рік: березень, вересень, листопад. Статті приймаються до 15 лютого, 2 липня, 4 жовтня.
Програмні цілі: публікація наукових праць учених України та зарубіжжя із галузі науки соціальні комунікації та спеціальності С7 – Журналістика.
Цільова аудиторія: науковці, професорсько-викладацький склад закладів вищої та передвищої освіти, педагоги, докторанти, аспіранти, студенти, працівники сфер інформаційної та соціально-комунікаційної діяльності, практикуючі журналісти, видавці, рекламісти.
Із 2024 року головний редактор – доктор наук із соціальних комунікацій, професор Володимир Садівничий.

## Розділи журналу
"Образ", "Інформаційна безпека", "Публіцистичні обрії", "Світло християнства", "Гендерні змісти", "Соціокомунікаційне середовище: теорія та історія", "Непідкупні свідки плинного часу: документознавство, архівознавство", "Бібліотечно-інформаційні системи та комунікації", "Журналістика в системі соціокомунікаційної діяльності", "Видавнича справа та редагування: функціональні трансформації", "Прикладні комунікаційні технології у системі соціальної діяльності", "Інформатизація та інтелектуалізація соціуму – проблеми взаємин", "Методика, методи, технології та техніки викладання спеціальних дисциплін", "Світ розмаїтий літератури", "Рецензійні координати", "Ювіляри", "Хроніка".

## Оцінки
У 2020 році журнал був номінований на антипремію «Академічна негідність року» через наявність плагіату в статтях та відсутність реакції редакції на його виявлення. Утім, перше місце на голосуванні отримало інше фахове видання «Економіка України».
У 2021 році історик Сергій Гірік повідомив, що 10 з 16 статей в українських фахових виданнях, що їх подала до захисту докторської дисертації Вікторія Георгієвська, опубліковані саме в журналі «Образ», а їхні тексти містять численні фактологічні помилки.